# ISO 3166-2:TO
ISO 3166-2:TO è uno standard ISO che definisce i codici geografici delle suddivisioni delle Tonga; è un sottogruppo dello standard ISO 3166-2.
I codici, assegnati alle 5 divisioni del paese, sono formati da TO- (sigla ISO 3166-1 alpha-2 dello Stato), seguito da due cifre.

## Codici
| Codice | Divisioni  |
| ------ | ---------- |
| TO-01  | 'Eua       |
| TO-02  | Haʻapai    |
| TO-03  | Isole Niua |
| TO-04  | Tongatapu  |
| TO-05  | Vava'u     |